# كاترين غراند
كاترين غراند (بالفرنسية: Catherine Noël Worlee)‏ هي صاحبة صالون أدبي فرنسية، ولدت في 21 نوفمبر 1762 في Tharangambadi ‏ في الهند، وتوفيت في 10 ديسمبر 1834 في باريس في فرنسا.